# 白石冬美
白石冬美（日语：白石 冬美，1936年10月14日—2019年3月26日，日本女演員、聲優、旁白、電臺主持人，本名白石芙美子（日语：白石 芙美子）。所屬事務所賢Production。靜岡縣出身，出生於中國北平。2019年3月26日因缺血性心力衰竭去世，享年82岁。

## 外部連結
- 賢プロダクション - 白石冬美 （页面存档备份，存于）
- 白石冬美在豆瓣上的资料（简体中文）